# Lebu-Ae
Lebu-Ae (Leboai, Lebo-ae, Lebui, Lebuae) ist eine osttimoresische Aldeia im Suco Darulete (Verwaltungsamt Liquiçá, Gemeinde Liquiçá). 2015 lebten in der Aldeia 539 Menschen.

## Geographie und Einrichtungen
Lebu-Ae bildet den Oesten des Sucos Darulete. Südwestlich liegt die Aldeia Manupatia und westlich die Aldeia Caileli. Im Norden grenzt Lebu-Ae an den Suco Luculai und im Osten an das zum Verwaltungsamt Bazartete mit seinem Suco Leorema. Der Fluss Caicabaisala, ein Nebenfluss des Lóis, bildet mit seinem Tal die Grenze zwischen Lebu-Ae und Leorema.
Im Westen der Aldeia befindet sich das Dorf Lebu-Ae, der Hauptort des Sucos, mit dessen Sitz, einer Polizeistation, einem Hospital und einer Grundschule, die Escola Primaria Darulete.

## Politik
2023 wurde Francisco Martins zum Chefe de Aldeia gewählt.